# 平芳知
平 芳知（たいら/へい よしとも）は、戦国時代から安土桃山時代の武将。畠山氏、織田氏、羽柴氏の家臣。通称は三郎左衛門尉。諱は盛長（もりなが）や知茂（ともしげ）ともされる。

## 生涯
平氏は河内・紀伊守護の畠山氏に仕え、その下で小守護代や奉行人を務めた。大和国宇智郡は畠山氏の支配下にあったが、芳知の頃の平氏も宇智郡の郡代的立場、あるいは畠山氏の奉行人という地位にあったと推測される。
天文16年（1547年）頃に、それまで三郎左衛門尉を名乗っていた平盛知が丹下備中守盛知へ名乗りを改め、芳知はそれ以降に平三郎左衛門尉を称した。
弘治4年（1558年）2月には宇智郡に国人一揆が存在していたが、国衆連判状に「平殿」と記される芳知がその盟主に推戴されていたものとみられる。
元亀4年（1573年）6月、主君・畠山秋高が守護代の遊佐信教により殺害され、翌天正2年（1574年）末に、芳知は織田信長へと降った。信長に服属した当初、芳知は宇智郡支配を狙う高野山からその権益を守るべく信長へと訴え、それを認められているが、天正8年（1580年）に信長は高野山金剛峯寺に宇智郡の知行を安堵しており、芳知による宇智郡支配は後退していた。翌天正9年（1581年）に信長と高野山が対立し、信長が高野攻めを行っているが、芳知は織田方に加わり戦っている。
天正12年（1584年）に羽柴秀吉と織田信雄・徳川家康の間で小牧・長久手の戦いが始まると、家康と結んだ高野山は芳知に対し、挙兵を促す書状を送っている。
この後芳知は、羽柴秀吉、秀次に仕え、文禄4年（1595年）に秀次が死去した後、高野山に隠棲したという。

## 逸話
『後太平記』には、三好義継と松永久秀が畠山氏の交野城と高屋城を攻めた際、三好方により高屋城に築かれた付城を平三郎左衛門尉盛長率いる平一揆50余騎が攻め、これを奪ったとの逸話が載る。高屋の付城には奥田三河守と山口六郎の率いる3,000騎がいたが、城内からは付城を攻める平一揆が「億万騎」に見え、三好方は敵わじと見て雨風の激しい中城を落ちていったという。平一揆は楠木正成の一族といい、正成が崇拝した愛染明王を軍陣の守護仏として代々崇め、高屋での軍功はその利生方便によるものとされる。